# Burgos (Surigao del Norte)
Burgos, antes conocido como Sipán,  es un municipio filipino de sexta categoría, situado en la parte nordeste de la isla de Mindanao. Forma parte de la provincia de Surigao del Norte situada en la Región Administrativa de Caraga, también denominada Región XIII. Para las elecciones está encuadrado en el Primer Distrito Electoral.

## Geografía
Municipio situado en el extremo nordeste de la isla de Siargao, al este de la provincia, ribereño del mar de Filipinas.
Su término linda al norte y al oeste con el término de San Benito; al sur con el de San Isidro; y al este con el mar.

### Barangays
El municipio  de Burgos se divide, a los efectos administrativos, en 6 barangayes o barrios, conforme a la siguiente relación:
| - Baybay - Bitaug | - Matin-ao - Población 1 | - Población 2 - San Mateo |

### Población
Los primeros pobladores procedían de las islaa de Mindanao, de Bohol, de Leyte y del vecino municipio de Sapao, que cambió su nombre por el de  Santa Mónica.
Sus apellidos eran Cagas, Salvación, Dumanjog, Espanto, Macaldo, Malinao, Nogaliza, Dominos y Virtudaso.

## Historia
Los primeros pobladores se asentaron en la costa este de la isla por temor a los ataques de los piratas moros, concretamente en el sitio de Sipán, cerca de la desembocadura del río Matin-ao.
El actual territorio de Surigao del Norte fue parte de la provincia de Caraga durante la mayor parte del período español.
Así, a principios del siglo XX la isla de Mindanao se hallaba dividida en siete distritos o provincias.
El Distrito 3º de Surigao, llamado hasta 1858  provincia de Caraga, tenía por capital el pueblo de Surigao e incluía la  Comandancia de Butuan.
Uno de sus pueblos era Numancia (Del Carmen) de 4.328 almas incluyendo sus visitas de Sapao, San Isidro y Pamosoíngan;

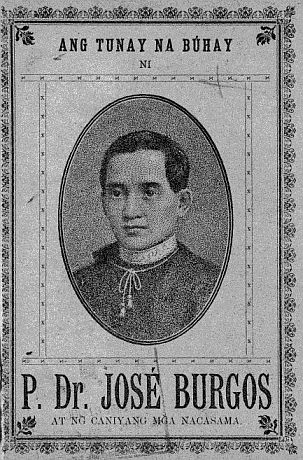
José Apolonio Burgos.

En 1925, durante la ocupación estadounidense de Filipinas, en recuerdo del héroe nacional filipino Padre Burgos, pasó a llamarse barrio de Burgos, perteneciente al municipio de Numancia, hoy municipio de Del Carmen.
El 18 de septiembre de 1960 la provincia de Surigao fue dividida en dos: Surigao del Norte y Surigao del Sur.
Cuando en 1965 Sapao se convirtió en municipio, Burgos solicitó lo mismo, y gracias a la ayuda  del diputado Reynaldo P. Honrado, durante el mandato del presidente Diosdado Macapagal fue aprobada la solicitud el 29 de noviembre de 1965.
Por orden del Tribunal Supremo tras la denuncia del senador Manuel Peláez fueron suprimidos 77 municipios  de nueva creación en todo el país. Así, el 17 de febrero de 1966, vuelve a su antigua condición de barrio. El recién creado ayuntamientocon tuvo una duración de tan sólo dos meses y medio.
Sin embargo, el 17 de junio de 1967, Burgos recupera su condición de municipio gracias al esfuerzo del diputado Constantino Navarro.

## Ayuntamiento
En las elecciones del pasado 13 de mayo de 2013 fueron elegidos para un mandato de tres años las siguientes personas:
- Alcalde:  Arcena, Emmanuel Nogaliza
- Vicealcalde:  Neir, Janit Silisana
- Concejales (Sangguniang Bayan Members):

| - 1. Virtudaro, Marlon Malinao - 2. Celeste, Federico Jr. Nogaliza - 3. Domiños, Irish Virtudazo - 4. Salvación, Dindo Cemprón | - 5. Gona, Rogelio Pomoy - 6. Trembevilla, Yolin Estebe - 7. Arcena, Modesto Madgula - 8. Virtudazo, Máximo Mahinay |  |

## Lugares de interés
- Sunrise Beach Resort.
- Duhay Puerta Cave.
- Fresh and cool spring.
- Zona de surfing.

## Fiestas
El municipio de Burgos celebra su fiesta anual los días  25 y 26 días del mes de julio en honor a su patrona  la señora Santa Ana. Se trata de una fiesta muy colorida, donde hay juegos de salón, peleas de gallos, bailes y otras actividades.